# Triumfetta sloanei
Triumfetta sloanei är en malvaväxtart som beskrevs av Fawcett och Rendle. Triumfetta sloanei ingår i släktet triumfettor, och familjen malvaväxter. Inga underarter finns listade i Catalogue of Life.